# سمیر کارنیک
سمیر کارنیک (پنجابی: ਸਮੀਰ ਕਾਰ੍ਨਿਕ؛ زادهٔ ۶ نوامبر ۱۹۷۴) کارگردان فیلم، تهیه‌کننده فیلم و فیلم‌نامه‌نویس اهل هند است.

## فیلم‌شناسی
| سال  | فیلم                      | نقش                 | یادداشت                  |
| ---- | ------------------------- | ------------------- | ------------------------ |
| TBA  | Guddi aur Guddu aur Gudda | کارگردان            | بازسازی داستان فیلادلفیا |
| ۲۰۱۲ | Chaar Din Ki Chandni      | کارگردان            |                          |
| ۲۰۱۱ | دیوانه روانی عاشق         | کارگردان، تهیه‌کننده |                          |
| ۲۰۰۹ | قول می‌دهم                 | کارگردان            |                          |
| ۲۰۰۸ | قهرمانان                  | کارگردان، تهیه‌کننده |                          |
| ۲۰۰۷ | نانه جایسالمر             | کارگردان            |                          |
| ۲۰۰۴ | دیدی چی شد!               | کارگردان            |                          |